# Arne Tode
Arne Tode (* 30. Juni 1985 in Bergen) ist ein deutscher Motorradrennfahrer.

## Karriere
Tode begann seine Laufbahn 1995 in der Minibike-Klasse. In der Saison 1999 gewann er mit dem Sieg im ADAC Junior Cup seinen ersten Titel.
Zur Saison 2000 stieg Tode in die Deutsche Meisterschaft (IDM) und wurde in der 125-cm³-Klasse Gesamt-22. In der folgenden Saison wurde er 20. der Gesamtwertung in der Achtelliterklasse. 2002 wechselte Tode in die Supersport-Klasse der Deutschen Meisterschaft und belegte in der Gesamtwertung den 13. Rang. Danach steigerte er seine Ergebnisse kontinuierlich und gewann 2006 (auf Honda) und 2008 (auf Triumph) den Titel in der IDM Supersport. Insgesamt gewann er elf Supersport-Rennen.
Zwischen 2004 und 2008 nahm Arne Tode – zumeist als Wildcardfahrer – außerdem an einigen Supersport-Weltmeisterschaft und zum FIM Superstock 1000 Cup.
2009 stieg Arne Tode in die Superbike-Klasse der IDM auf. Er trat auf einer Honda CBR 1000 RR im Team G-LAB Racing von Dietmar Franzen an und konnte beim zweiten Rennen auf dem Nürburgring seinen ersten Laufsieg feiern. Kurze Zeit später gelang ihm auf dem Sachsenring Sieg Nummer zwei. Mit 159 Punkten wurde Tode Fünfter der Gesamtwertung.
2010 startete Arne Tode in der neu geschaffenen Moto2-Klasse der Motorrad-Weltmeisterschaft für das Racing Team Germany von Dirk Heidolf auf Suter. Er fuhr in den ersten zehn Saisonläufen lediglich einmal in die WM-Punkte (14. Platz beim Großen Preis von Großbritannien in Silverstone) und wurde nach dem Großen Preis von San Marino, an dem er verletzungsbedingt nicht teilnehmen konnte, im Racing Team Germany wegen „Mangel an Leistung und Teamfähigkeit“ durch den Japaner Kazuki Watanabe ersetzt. Beim Großen Preis von Deutschland auf dem Sachsenring hatte sich Tode für den zweiten Startplatz qualifiziert, wurde nach einem Sturz im Rennen aber Letzter.
Für die letzten zwei Rennen der Moto2-Saison 2010 war Tode als Ersatzfahrer für den tödlich verletzten Shōya Tomizawa im Technomag-CIP-Team im Gespräch. Den Startplatz erhielt aber letztendlich der Türke Kenan Sofuoğlu.
In der Saison 2011 trat Arne Tode im MZ-Team von Martin Wimmer in der Spanischen Meisterschaft an. Im Saisonverlauf trennte sich Tode auf eigenen Wunsch vorzeitig von dem sächsischen Hersteller.

## Statistik

### Erfolge
- 1999 – ADAC-Junior-Cup-Sieger
- 2006 – Deutscher Supersport-Meister auf Honda
- 2008 – Deutscher Supersport-Meister auf Triumph

### In der Motorrad-Weltmeisterschaft
| Saison | Klasse | Motorrad | Rennen | Siege | Podien | Poles | Punkte | Ergebnis |
| ------ | ------ | -------- | ------ | ----- | ------ | ----- | ------ | -------- |
| 2010   | Moto2  | Suter    | 10     | –     | –      | –     | 2      | 36.      |
| Gesamt | Gesamt | Gesamt   | 10     | 0     | 0      | 0     | 2      |          |

## Verweise